# Terminal Rodoviário de Vilhena
O  Terminal Rodoviário de Vilhena  é um terminal rodoviário localizado na cidade de Vilhena, Rondônia e faz o atendimento das linhas de ônibus para Rondônia, Amazonas, Acre, Mato Grosso, Goiás, Distrito Federal, Paraná, São Paulo e Mato Grosso do Sul. O terminal é dos principais terminais rodoviários do interior de Rondônia e faz a ligação principalmente com Cuiabá e Porto Velho.
O terminal está situado na Rua da Rodoviária e anexo a BR-364, sendo por ela que os ônibus precisam passar para acessar o terminal. 

## Características
Sendo operado pelas empresas Águia Branca, Expresso Maia, Andorinha, Eucatur/Serra Azul/Solimões, Gontijo, Rode Rotas/Rotas do Triângulo, Expresso Itamarati, TUT Transportes e Viação Rondônia, a rodoviária possui em sua estrutura: 
- Guichês para compra de passagens
- 10 plataformas de embarques e desembarques
- Sanitários
- Lanchonete
- Restaurantes
- Ponto de táxi
- Ponto de ônibus

## Shopping
A rodoviária se localiza também ao lado do Park Shopping Vilhena, principal centro comercial da cidade de Vilhena com 37 lojas e uma sala de cinema.